# بوفا (غينيا)
بوفا هي مدينة ومحافظة فرعية تقع على ساحل غينيا. وهي عاصمة محافظة بوفا. بوفا هي أقرب مدينة إلى مصب نهر بونغو. اعتبارًا من عام 2014 كان عدد سكانها 8631 نسمة.

## المناخ

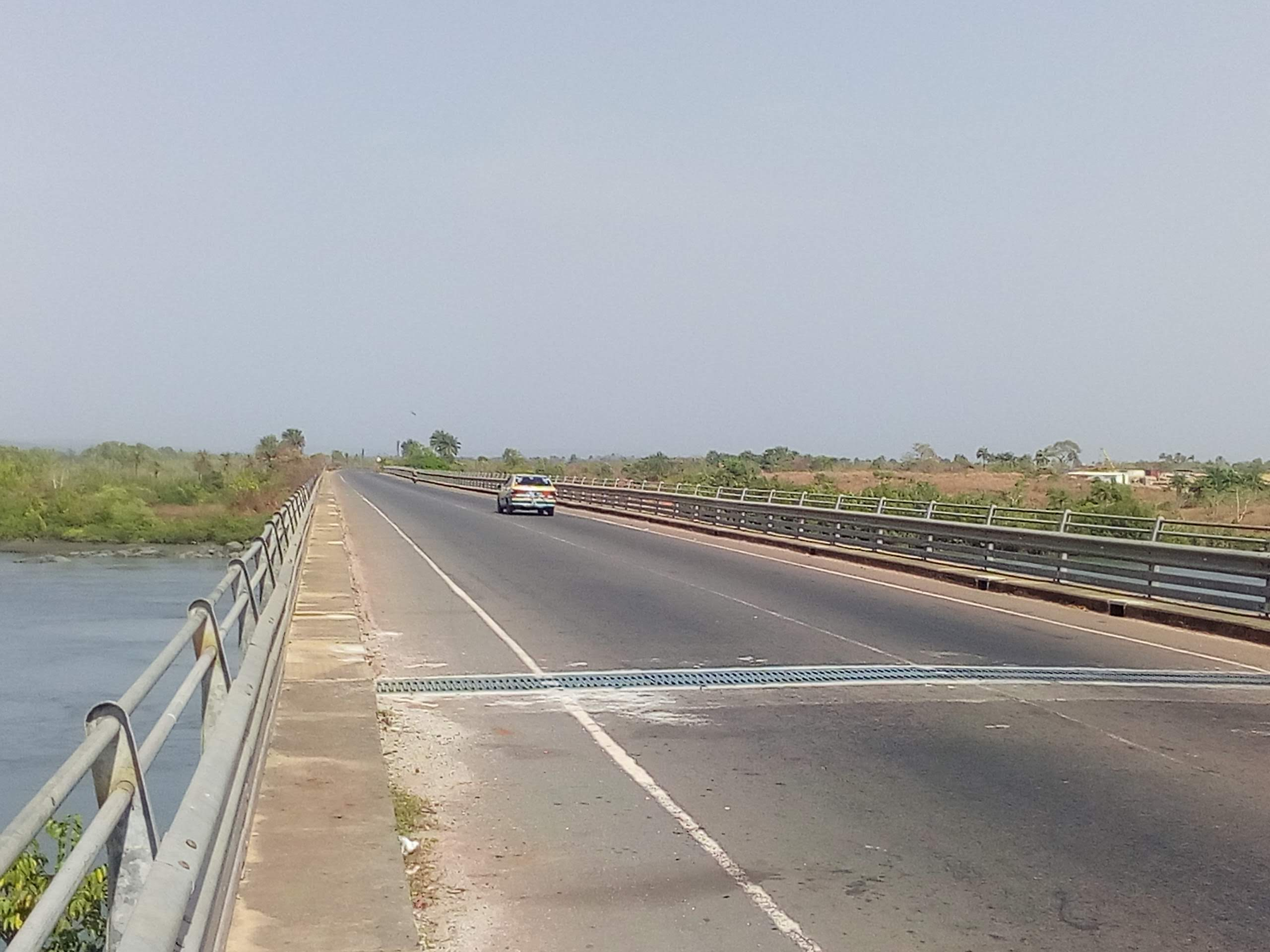
جسر على نهر فتالا

لدى بوفا مناخ الرياح الموسمية الاستوائية ( تصنيف كوبن للمناخ Am).
| البيانات المناخية لـBoffa         | البيانات المناخية لـBoffa | البيانات المناخية لـBoffa | البيانات المناخية لـBoffa | البيانات المناخية لـBoffa | البيانات المناخية لـBoffa | البيانات المناخية لـBoffa | البيانات المناخية لـBoffa | البيانات المناخية لـBoffa | البيانات المناخية لـBoffa | البيانات المناخية لـBoffa | البيانات المناخية لـBoffa | البيانات المناخية لـBoffa | البيانات المناخية لـBoffa |
| الشهر                             | يناير                     | فبراير                    | مارس                      | أبريل                     | مايو                      | يونيو                     | يوليو                     | أغسطس                     | سبتمبر                    | أكتوبر                    | نوفمبر                    | ديسمبر                    | المعدل السنوي             |
| --------------------------------- | ------------------------- | ------------------------- | ------------------------- | ------------------------- | ------------------------- | ------------------------- | ------------------------- | ------------------------- | ------------------------- | ------------------------- | ------------------------- | ------------------------- | ------------------------- |
| متوسط درجة الحرارة الكبرى °م (°ف) | 36.2 (97.2)               | 37.4 (99.3)               | 40.7 (105.3)              | 41.1 (106.0)              | 37.9 (100.2)              | 35.1 (95.2)               | 33.2 (91.8)               | 32.2 (90.0)               | 33.3 (91.9)               | 35.2 (95.4)               | 36.2 (97.2)               | 35.4 (95.7)               | 36.2 (97.1)               |
| المتوسط اليومي °م (°ف)            | 28.4 (83.1)               | 30.3 (86.5)               | 33.6 (92.5)               | 34.4 (93.9)               | 32.3 (90.1)               | 30.3 (86.5)               | 29.0 (84.2)               | 28.3 (82.9)               | 28.8 (83.8)               | 30.3 (86.5)               | 30.6 (87.1)               | 28.7 (83.7)               | 30.4 (86.7)               |
| متوسط درجة الحرارة الصغرى °م (°ف) | 20.6 (69.1)               | 23.3 (73.9)               | 26.5 (79.7)               | 27.8 (82.0)               | 26.7 (80.1)               | 25.6 (78.1)               | 24.8 (76.6)               | 24.5 (76.1)               | 24.4 (75.9)               | 25.5 (77.9)               | 25.1 (77.2)               | 22.1 (71.8)               | 24.7 (76.5)               |
| معدل هطول الأمطار مم (إنش)        | 1 (0.0)                   | 0 (0)                     | 3 (0.1)                   | 14 (0.6)                  | 98 (3.9)                  | 341 (13.4)                | 895 (35.2)                | 1٬052 (41.4)              | 514 (20.2)                | 291 (11.5)                | 76 (3.0)                  | 8 (0.3)                   | 3٬293 (129.6)             |
| المصدر: Climate-data.org          |                           |                           |                           |                           |                           |                           |                           |                           |                           |                           |                           |                           |                           |